# Senterej
Senterej – etiopska odmiana szachów. Grę tę przejęli Etiopczycy od Arabów, stąd arabskie nazwy figur.

## Figury
| Nazwa               | Znaczenie      | Odpowiednik | Ruchy                                                              |
| ------------------- | -------------- | ----------- | ------------------------------------------------------------------ |
| Negus               | król           | król        | jak król                                                           |
| Ferz                | minister       | hetman      | o jedno pole na ukos                                               |
| Fil, Saba           | słoń           | goniec      | o 2 pola na ukos – może przeskakiwać                               |
| Ferese (ar.: Faras) | koń            | skoczek     | jak skoczek                                                        |
| Der                 | twierdza, gród | wieża       | jak wieża                                                          |
| Medeq (ar.: Baidaq) | chłop          | pionek      | nie może bić w przelocie ani przesuwać o 2 pola z linii wyjściowej |

## Ustawienie początkowe
Ustawienie początkowe podobne jak w szachach: wieża, skoczek, słoń, minister, król, słoń, skoczek i wieża. Króle nie stoją naprzeciwko siebie ale na piątym polu od lewej strony gracza.

## Werera
W początkowej fazie gry trwa tzw. werera, czyli mobilizacja. W fazie tej zawodnicy wykonują ruchy, nie czekając na odpowiedź przeciwnika. Faza ta trwa do momentu, gdy jeden z graczy zbije figurę przeciwnika. Od tej chwili ruchy są wykonywane na przemian.

## Literatura
- Murray: A history of Chess, Oxford 1913